# Helena Haškovcová
Helena Haškovcová, (* 19. srpna 1945 Praha) je česká bioložka, filozofka a profesorka lékařské etiky. Přispěla ke vzniku lékařské etiky jako samostatného oboru v České republice. Položila základy poskytování psychologické podpory v rámci péče o dialyzované pacienty.
Hlavními tématy jejího odborného zájmu se staly lékařská etika, práva pacienta, informovaný souhlas, pravda na nemocničním lůžku, sociální gerontologie a problematika umírání (thanatologie).

## Život
Helena Haškovcová mezi lety 1963–1968 studovala biologii a filosofii na Přírodovědecké a Filozofické fakultě Univerzity Karlovy v Praze. V roce 1970 obhájila rigorózní práci Vliv  heterologního  antilymfocytárního séra na reakce typu štěp proti příjemci (RNDr) a v roce 1973 získala titul PhDr. Téma její druhé rigorózní práce bylo Člověk, smrt a transplantace. Ještě během studia začala pracovat v Ústavu experimentální biologie a genetiky Československé akademie věd v Praze (1968–1972), kde se věnovala oboru transplantační imunologie.
V roce 1972 nastoupila na Oddělení klinické imunologie Fakultní nemocnice v Praze 2. Zde se angažovala při vzniku a poté řízení laboratorního úseku. V roce 1982 obhájila habilitační práci Humorální a celulární imunita u nemocných sarkoidózou. V témže roce začala pracovat v Kabinetu gerontologie a geriatrie Institutu pro další vzdělávání lékařů a farmaceutů (Institut postgraduálního vzdělávání ve zdravotnictví) a podílela se na vydání první knihy o dialýze určené nemocným, jejich rodinným příslušníkům i široké veřejnosti. Knihu pod názvem Život s umělou ledvinou napsala společně s MUDr. Albertem Válkem (* 1925) a Ditou Válkovou.
Do roku 1990 se v Kabinetu gerontologie a geriatrie věnovala řešení etických a psychologických problémů v péči o nemocné seniory. Zabývala se problematikou umírání a smrti a paliativní péčí. Současně spolupracovala s dialyzačním střediskem Interní nemocnice v Praze na Strahově (1975–1982) a v Ústavu hematologie a krevní transfúze (1978–1986) jako klinická psycholožka.
Na 3. lékařské fakultě Univerzity Karlovy kam nastoupila v roce 1990, patřila k zakladatelům lékařské etiky jako samostatného lékařského oboru. V roce 1992 získala jako první v České republice docenturu v tomto  oboru a v témže roce společně s MUDr. Jaroslavem Šetkou (1925–2009) sestavila českou verzi dokumentu Práva pacientů. V roce 1993 jí byl udělen titul profesorka.
Od roku 1990 pracovala v Ústavu lékařské etiky na 3. lékařské fakultě Univerzity Karlovy, kde iniciovala vznik lékařské etiky jako samostatné lékařské disciplíny v ČR. V tomto oboru se také jako první v ČR roku 1992 habilitovala a o rok později byla jmenována profesorkou. V letech 1996–2002 působila na Husitské teologické fakultě UK jako vedoucí katedry psychosociálních věd a speciální etiky.
Od roku 2002 do 2020 pracovala na Fakultě humanitních studií UK v Praze, byla garantkou doktorského studijního programu filosofie – aplikovaná etika.
Je autorkou 22 samostatných monografií, řady vědeckých článků, učebnic a příruček pro lékaře a zdravotníky. Je členkou české pobočky PEN klubu a několika oborových a vědeckých rad.

## Ocenění
- 2015 Stříbrná medaile Univerzity Karlovy v Praze
- 2015 Zlatá medaile Františka Kováře Husitské teologické fakulty UK Praha
- 2016 Cena prezidenta České lékařské komory za přínos k celoživotnímu vzdělávání lékařů
- 2019 Medaile 1. stupně za zásluhy o stát v oblasti vědy a školství udělená Milošem Zemanem dne 28. října[6]

## Publikace (výběr)
- Rub života, líc smrti, Orbis, Praha 1975
- Między życiem a śmiercią, Warszawa, 1978 1053/77, E-131043
- Spoutaný život, Panorama, Praha, 1985
- Fenomén stáří, 1.vyd. Panorama, Praha 1991 ISBN 80-7038-158-2
- Spoutaný život. Kapitoly z psychoonkologie, 2. vyd., 3.LF UK, Praha 1992
- Slovníček základních etických pojmů, Spofa Praha, 1992
- Lékařská etika, 1. vyd. Galén, Praha 1994 ISBN 80-85824-03-5
- Práva pacientů – komentované vydání, Havířov, 1996 ISBN 80-902163-0-7
- Lékařská etika, 2. vyd. Galén, Praha 1997 ISBN 80-85824-54-X
- Manuálek o etice a vstřícném chování pro zdravotní laboranty a laboratorní pracovníky, Galén, Roche, Praha 1998, ISBN 80-85824-87-6
- Thanatologie, Nauka o umírání a smrti, 1.vyd. Galén, Praha 2000 ISBN 80-7262-034-7
- Manuálek o etice pro zdravotní sestry, IDVPZ Brno 2000 ISBN 80-7013-310-4
- Jak učit a jak se naučit lékařskou etiku, IDVPZ Brno 2001 ISBN 80-7013-349-X
- Lékařská etika, 3. vyd. Galén Praha 2002 ISBN 80-7262-132-7
- Manuálek sociální gerontologie, IDVPZ Brno 2002 ISBN 80-7013-363-5
- Manuálek o násilí, NCONZO Brno 2004 ISBN 80-7013-397-X
- Můj král trpaslíků aneb cverkologie - první česká vědecká nauka o trpaslících, Galén, Praha 2006 ISBN 80-7262-388-5
- Informovaný souhlas: proč a jak?, Galén, Praha 2007 ISBN 978-80-7262-497-3
- Thanatologie, Nauka o umírání a smrti, 2.vyd. Galén, Praha 2007 ISBN 978-80-7262-471-3
- Fenomén stáří, 2.vyd. Praha, Havlíček Brainteam 2010 ISBN 978-80-87109-19-9
- Sociální gerontologie aneb senioři mezi námi, Galén, Praha 2012 ISBN 978-80-7262-900-8
- Ošetřovatelství: ideály a realita v ambulantní péči (s J. Pavlicovou), Galén, Praha 2014 ISBN 978-80-7492-063-9
- Lékařská etika, 4. aktualizované a rozšířené vydání, Galén, Praha 2018 ISBN 978-80-7492-204-6[2]